# Mecanică lagrangiană
Prin Mecanică lagrangiană sau ecuațiile lui Lagrange se înțelege o reformulare a mecanicii newtoniene, formulată întâia oară în anul 1788 de matematicianul Joseph Louis Lagrange. Reformularea presupune caracterizarea unui sistem mecanic printr-o singură funcție scalară numită funcția Lagrange a sistemului sau, mai simplu, lagrangianul sistemului. Analiza acestei funcții permite determinarea ecuațiilor de mișcare ale sistemului care, odată rezolvate, relevă toate informațiile necesare analizei dinamicii sistemului.

## Lagrangianul
Într-un sistem cu un potențial de forță generalizat și un număr adecvat de constrângeri, lagrangianul este definit ca
{\displaystyle {\mathcal {L}}=T-V}
unde {\displaystyle T} este energia cinetică a sistemului, iar {\displaystyle V} cea potențială. 

## Ecuațiile de mișcare
Pentru a caracteriza integral un sistem mecanic cu {\displaystyle N} grade de libertate și {\displaystyle k} constrângeri independente este nevoie de {\displaystyle N-k} variabile, care se numesc coordonate generalizate și sunt notate cu {\displaystyle q_{1},q_{2}\ldots q_{N-k}}. Coordonatele generalizate pot fi asociate cu câte o masă din cadrul sistemului mecanic, notate {\displaystyle m_{1},m_{2}\ldots m_{N-k}}.
Energia cinetică totală a sistemului (notată {\displaystyle T}) se poate obține deci însumând pătratele vitezelor generalizate (derivatele coordonatelor generalizate după timp, notate {\displaystyle {\dot {q}}_{1},{\dot {q}}_{2}\ldots {\dot {q}}_{N-k}}) înmulțite cu jumătatea masei corespunzătoare. Energia potențială poate varia în funcție de natura sistemului mecanic.
{\displaystyle T=\sum _{j}{{\frac {1}{2}}m_{j}{\dot {q}}_{j}^{2}}}
Prin ecuațiile de mișcare ale sistemului se înțelege atunci un sistem de {\displaystyle N-k} ecuații diferențiale (câte una pentru fiecare coordonată generalizată), formulate astfel:
{\displaystyle {\frac {\text{d}}{{\text{d}}t}}{\frac {\partial {\mathcal {L}}}{\partial {\dot {q}}_{j}}}-{\frac {\partial {\mathcal {L}}}{\partial q_{j}}}=0\,.}
Ecuațiile mai sunt cunoscute sub numele de ecuațiile Euler-Lagrange și rezultă din aplicarea principiului Hamiltonian, conform căruia fiecare sistem mecanic se dezvoltă în timp în așa chip, încât integrala acțiunii să fie minimală.

## Proprietăți ale Lagrangianului

### Variabile ciclice și simetrii
Dacă lagrangianul nu depinde explicit de vreo coordonată generalizată {\displaystyle q_{k}}, atunci aceasta se numește variabilă ciclică sau coordonată ciclică. Prezența în calcul a unei variable ciclice indică prezența în sistem a unei simetrii. Ecuația de mișcare pentru coordonata {\displaystyle q_{k}} ia atunci forma mai simplă:
{\displaystyle {\frac {\text{d}}{{\text{d}}t}}{\frac {\partial {\mathcal {L}}}{\partial {\dot {q}}_{j}}}=0\,.}
indicând că acea cantitate notată {\displaystyle \partial {\mathcal {L}}/\partial {\dot {q}}_{j}} (Impulsul asociat coordonatei {\displaystyle q_{k}}) este o cantitate conservată. Faptul că orice simetrie continuă a unui sistem are ca rezultat conservarea unei cantități este enunțul principal al Teoremei lui Noether.

## Exemple

### Masă aflată într-un potențial de forță armonic (conservativ)
O masă {\displaystyle m} fie conectată prin două arcuri cu constanta de elasticitate {\displaystyle D} la doi pereți ficși. Avem deci o singură coordonată generalizată {\displaystyle x}, anume distanța masei de punctul de echilibru. Pentru acest sistem se determină lagrangianul după definiție. {\displaystyle T} este energia cinetică iar {\displaystyle V} cea potențială:
{\displaystyle T={\frac {1}{2}}m{\dot {x}}^{2}}
{\displaystyle V={\frac {1}{2}}Dx^{2}}
Lagrangianul este deci diferența:
{\displaystyle L={\frac {1}{2}}m{\dot {x}}^{2}-{\frac {1}{2}}Dx^{2}}
Se introduce lagrangianul în ecuația de mișcare:
{\displaystyle {d \over dt}{\partial {\mathcal {L}} \over \partial {\dot {x}}}={\partial {\mathcal {L}} \over \partial x}}
Evaluând expresiile și simplificând avem:
{\displaystyle \ {\frac {\mathrm {d} }{\mathrm {d} t}}\left(m{\dot {x}}\right)=-Dx}
Se obține deci o ecuație diferențială a mișcării:
{\displaystyle {\ddot {x}}=-{\frac {D}{m}}x}.
Soluția acestei ecuații diferențiale de gradul al 2-lea se obține prin Ansatz-ul {\displaystyle x(t)=A\cos(\omega t+\varphi )}, {\displaystyle t} fiind timpul, iar {\displaystyle \omega ={\sqrt {D/m}}} frecvența oscilării. Amplitudinea constantă {\displaystyle A} și faza {\displaystyle \varphi } pot fi determinate din condițiile inițiale sau marginale ale sistemului.